# Gone too Long
Gone too Long är ett studioalbum av Charlotte Perrelli, utgivet 2004. Det placerade sig som högst på 11:e plats på den svenska albumlistan.

## Låtlista
1. Gone too Long
2. Million Miles Away
3. What a Feeling
4. Believe in Love Again
5. Long Way Home
6. Wrapped Around
7. All by Myself
8. Where Were You
9. Wandering Light
10. Tell Me
11. Closer
12. Broken Heart

## Listplacering
| Lista (2004) | Topplacering |
| ------------ | ------------ |
| Sverige      | 11           |

### Fotnoter
1. ↑  ”Svensk mediedatabas”. http://smdb.kb.se/catalog/id/001432835. Läst 1 juni 2011.
2. ↑  ”Listplacering”. http://hitparad.se/showitem.asp?interpret=Charlotte+Perrelli&titel=Gone+Too+Long&cat=a. Läst 1 juni 2011.